# لوك هوفمان
لوك هوفمان هو عالم طيور سويسري، ولد في 23 يناير 1923 في بازل في سويسرا، وتوفي في 21 يوليو 2016 في كامارج في فرنسا.